# Guillardia
Guillardia es un género de algas criptomonadales biflageladas marinas con un plástido obtenido por endosimbiosis secundaria de un alga roja.
Identificado originalmente en Connecticut por Richard Guillard en la década de 1960, Guillardia sólo tiene una especie descrita. El género es raro en la naturaleza, pero se cultiva bien y se ha estudiado con frecuencia desde su descubrimiento original. La morfología general de la pequeña célula está bien descrita y comparte muchas similitudes con otras criptofitas, aunque contiene una organización única del periplasma. Guillardia es la única criptofita de la que se ha secuenciado todo su núcleo, nucleomorfo y genoma plastidial. Este conocimiento ha impulsado nuevos estudios sobre la transferencia de genes entre el cloroplasto, el nucleomorfo ancestral de las algas rojas, y el núcleo, así como la regulación de la expresión de genes fotosintéticos y del ciclo celular dentro del plástido. El género también es importante en la investigación de distintas disciplinas biológicas; Guillardia sirve como organismo modelo en el estudio de la endosimbiosis secundaria y la fotosíntesis en criptofitas debido a su facilidad de cultivo y a la secuenciación de su genoma. También se han aislado dos rodopsinas canalizadoras de aniones de Guillardia theta para aplicaciones de investigación neurobiológica como inhibidores optogenéticos.

## Etimología
Originalmente, este género se denominaba "Cryptomonas species theta" o "Flagellate theta'. Posteriormente, Hill y Weatherbee le dieron el nombre de Guillardia en honor al Dr. Robert Guillard, el investigador que aisló originalmente el género.
Especie tipo: Guillardia theta.

## Historia de su descubrimiento
La criptofita Guillardia theta fue aislada por primera vez por el Dr. Robert Guillard en Connecticut en 1963, donde la definió como "flagelado theta" en un simposio sobre las fuentes orgánicas de nitrógeno en las diatomeas marinas Desde entonces, el organismo ha sido cultivado con éxito en numerosas ocasiones. Cuando se le denominó Cryptomonas theta a principios de la década de 1980, se describieron los flagelos y un periplasto único. Tras estos estudios, se cartografió el genoma plastidial y Hill y Weatherbee nombraron y caracterizaron el género en 1990, antes de que se secuenciara completamente el genoma plastidial en 1999, confirmando la ascendencia común del plástido con las algas rojas. Desde estos estudios originales, se han identificado muchos otros aspectos de este organismo, incluidos los mecanismos de división nucleomorfa y plastidial y su regulación, y los pigmentos fotosintéticos, mecanismos y regulación. Debido a que crece tan bien en cultivo, Guillardia theta también se utiliza con frecuencia como organismo modelo en los estudios actuales que investigan las características de las criptofitas. 

## Hábitat y ecología
En estado salvaje, Guillardia theta es un organismo marino planctónico poco común, y la mayoría de los estudios se han realizado a partir de cultivos. El género se aisló originalmente en el puerto de Milford, en Connecticut, y desde su descubrimiento sólo se ha encontrado en otro lugar de Dinamarca. El puerto de Milford incluye muchas zonas diferenciadas, como estuarios, marismas, cuencas marinas, puertos deportivos, playas y zonas costeras que proporcionan hábitats a una gran variedad de organismos. Aunque no se ha registrado el lugar exacto del aislamiento, se cree que el género prolifera como fitoplancton en las aguas tranquilas de la cuenca marina.
A. Larsen es el único investigador que ha identificado Guillardia en estado salvaje en el mar de Wadden (Dinamarca). Sin embargo, esto sólo se ha revelado a través de un comunicado personal con Hill y Weatherbee, y nunca se ha publicado. Otro hábitat marino del norte, el mar de Wadden consiste en una aglomeración de bancos de arena que proporcionan hábitats de estuario, aguas abiertas, marismas y playas arenosas a los ecosistemas locales.
Como el género es relativamente raro en la naturaleza, no se conoce bien su papel en los ecosistemas. Guillardia es un fitoplancton fotosintético con dos plástidos, lo que indica un papel en la producción primaria dentro del sistema. Además, se sabe que los ciliados son depredadores del género en cultivo, lo que sugiere el papel de Guillardia como presa dentro de los sistemas acuáticos. Mesodinium pulex, un ciliado fagotrófico bien estudiado y común en entornos marinos, salobres y de agua dulce, ingirió cultivos de Guillardia theta y creció sobre ellos.

## Importancia práctica
Guillardia se ha utilizado con frecuencia como criptofita modelo para la genómica de endosimbiontes de algas y muchos otros estudios sobre criptofitas. Dado que el género se cultiva tan bien, fue la primera criptofitaa de la que se secuenció todo su genoma nuclear, nucleomorfo y plastidial. La información obtenida a partir de estos datos ayudó a dilucidar los mecanismos de endosimbiosis secundaria presentes en linajes de protistas que contienen plástidos endosimbióticos de algas rojas. Además de la secuenciación molecular, los mecanismos de replicación y los mecanismos fotosintéticos incorporados en el plástido de los organismos de Guillardia se han estudiado bien como modelo para otras especies de criptófitos. El género también se utilizó como modelo para estudiar la síntesis de almidón en el periplasto de criptófitos, demostrando que el periplasto de Guillardia theta utiliza una vía basada en UDP-glucosa para sintetizar almidón.
Además, se ha descubierto que las proteínas de canal aniónico rodopsina de Guillardia theta inducen la hiperpolarización neuronal en ensayos optogenéticos. Las canalrodopsinas son canales aniónicos activados por la luz que inducen el movimiento flagelar hacia las fuentes de luz en las algas. En los estudios en humanos, las canalrodopsinas aniónicas pueden utilizarse para inducir la hiperpolarización provocada por el cloruro, silenciando neuronas específicas en momentos concretos, lo que permite a los neurocientíficos estudiar los circuitos neuronales mediante la fotosupresión de neuronas específicas. Antes del descubrimiento de las rodopsinas canalizadoras de aniones en Guillardia, los métodos de silenciamiento optogenético de neuronas eran menos eficaces y precisos. Aunque este descubrimiento sigue siendo increíblemente útil para la investigación neurocientífica, investigaciones posteriores demostraron que una canalrodopsina aniónica de Rhodomonas salina tiene un tiempo de respuesta menor entre la estimulación y la apertura del canal, por lo que las canalrodopsinas de Guillardia ya no se utilizan con tanta frecuencia para ensayos neurocientíficos.
Además, se ha utilizado como presa para el cultivo y estudio de otros organismos, como los ciliados Mesodinium.